# Scaridae

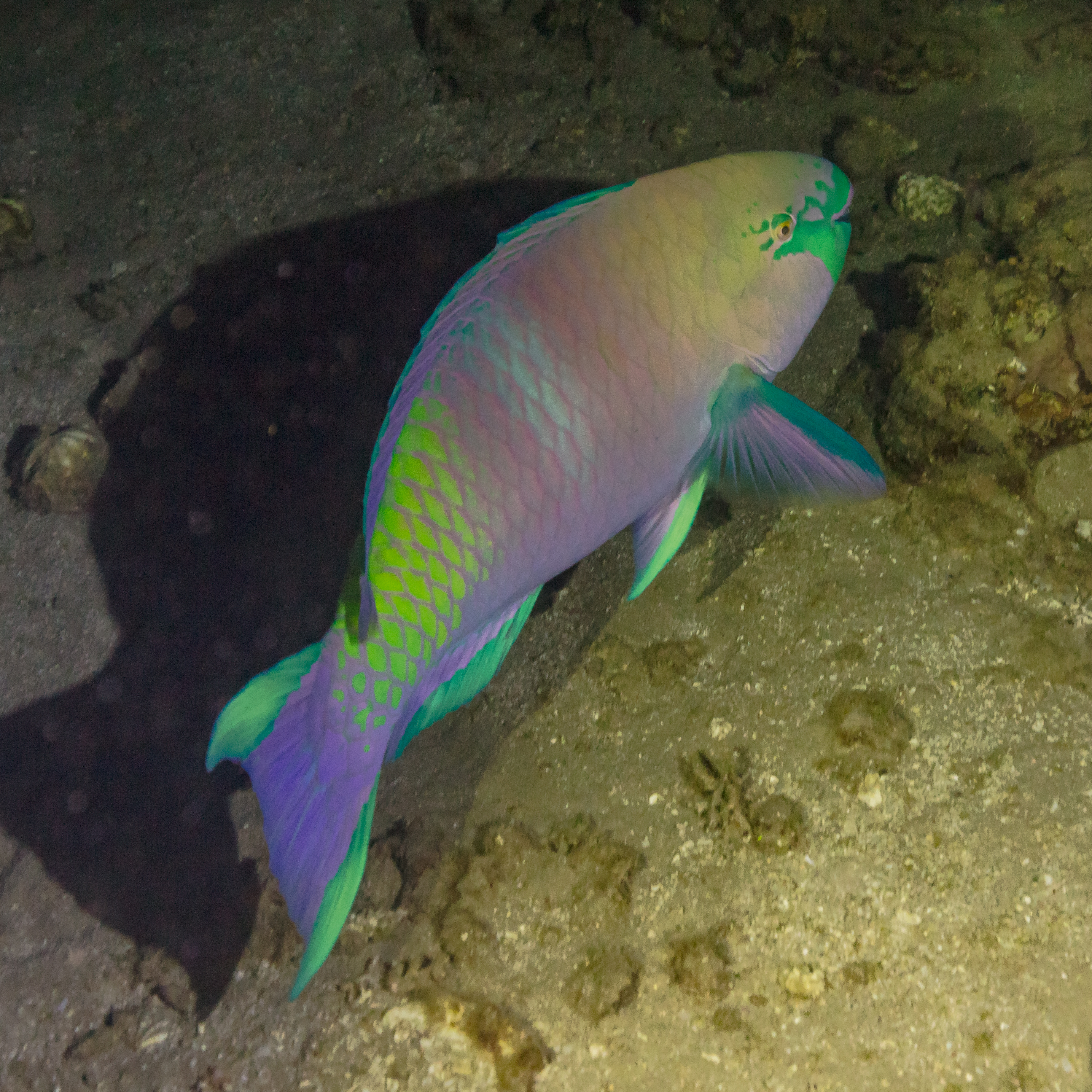
Pez loro (Scarus ferrugineus), mar Rojo.

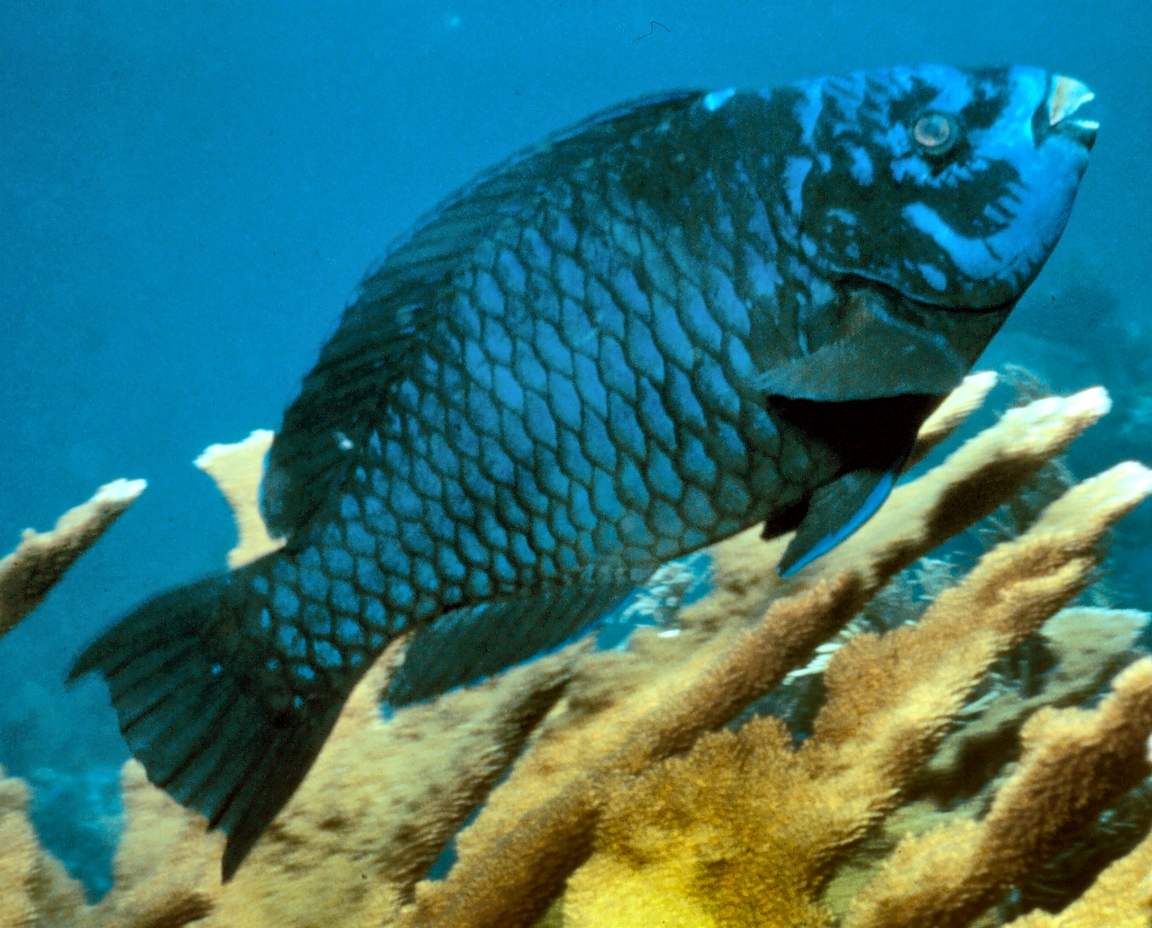
Scarus coelestinus.

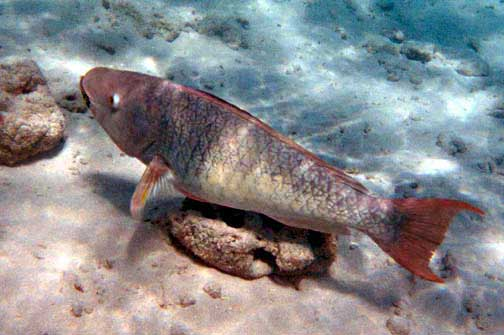
Scarus rubroviolaceus.

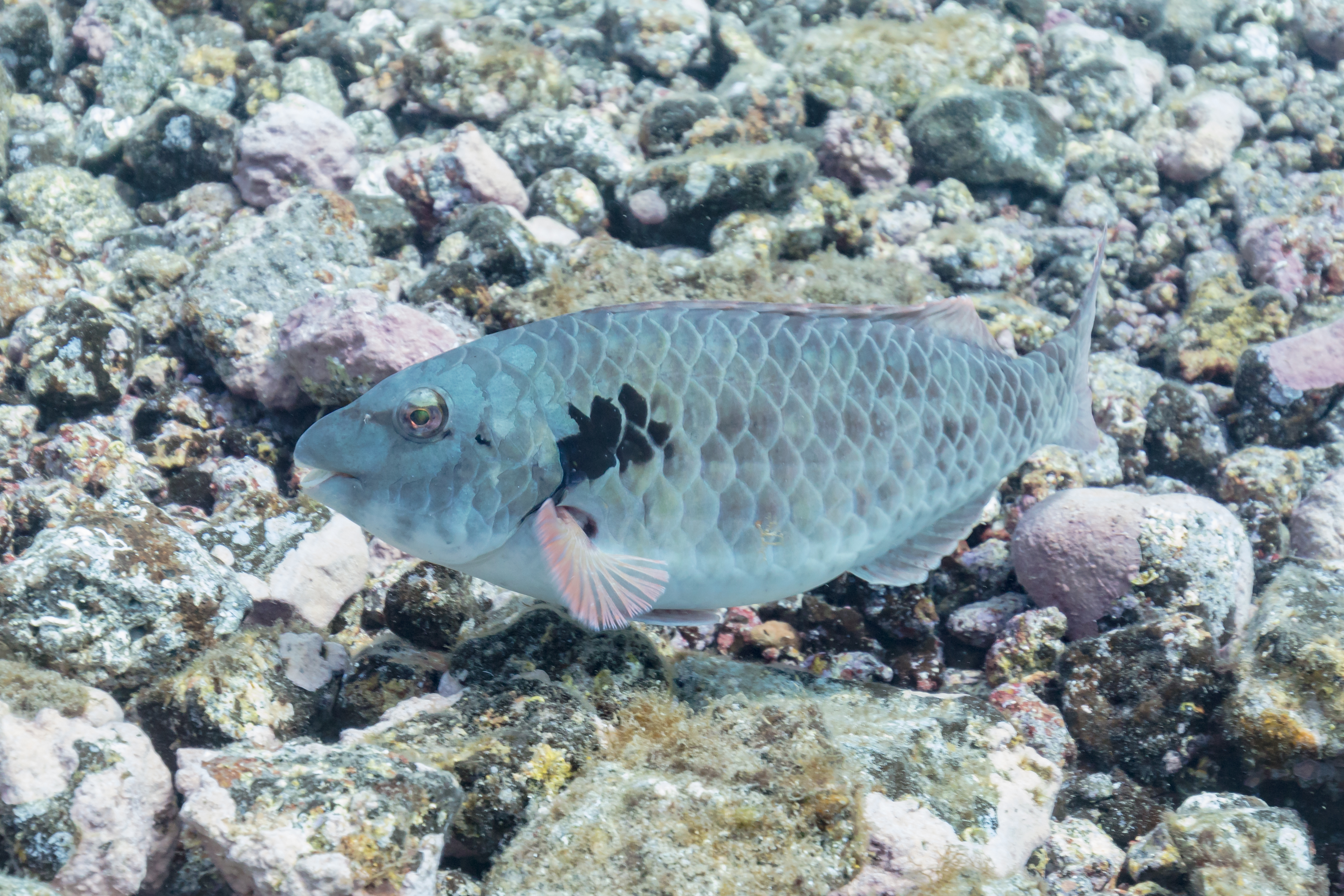
Sparisoma cretense.

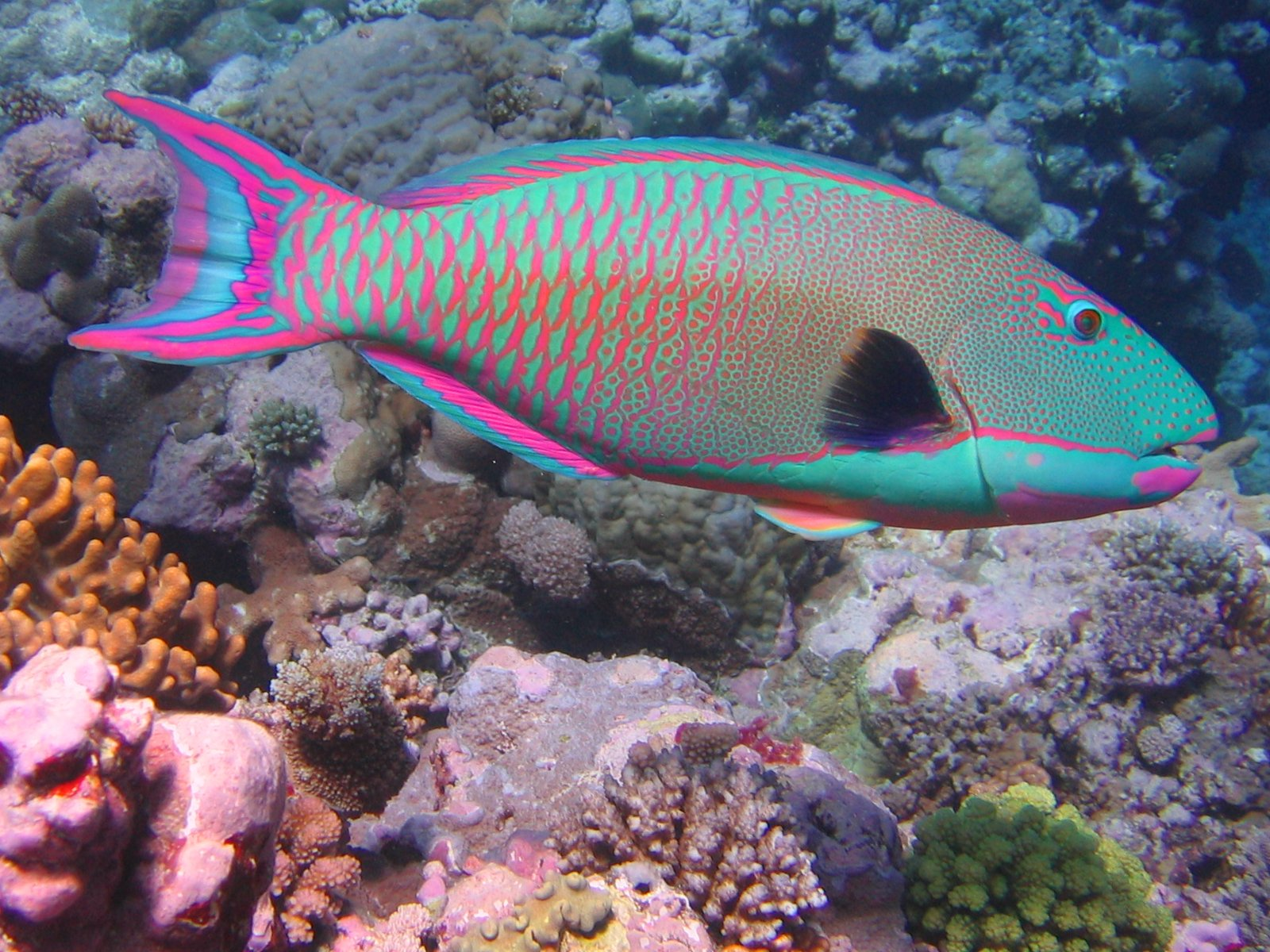
Cetoscarus bicolor.

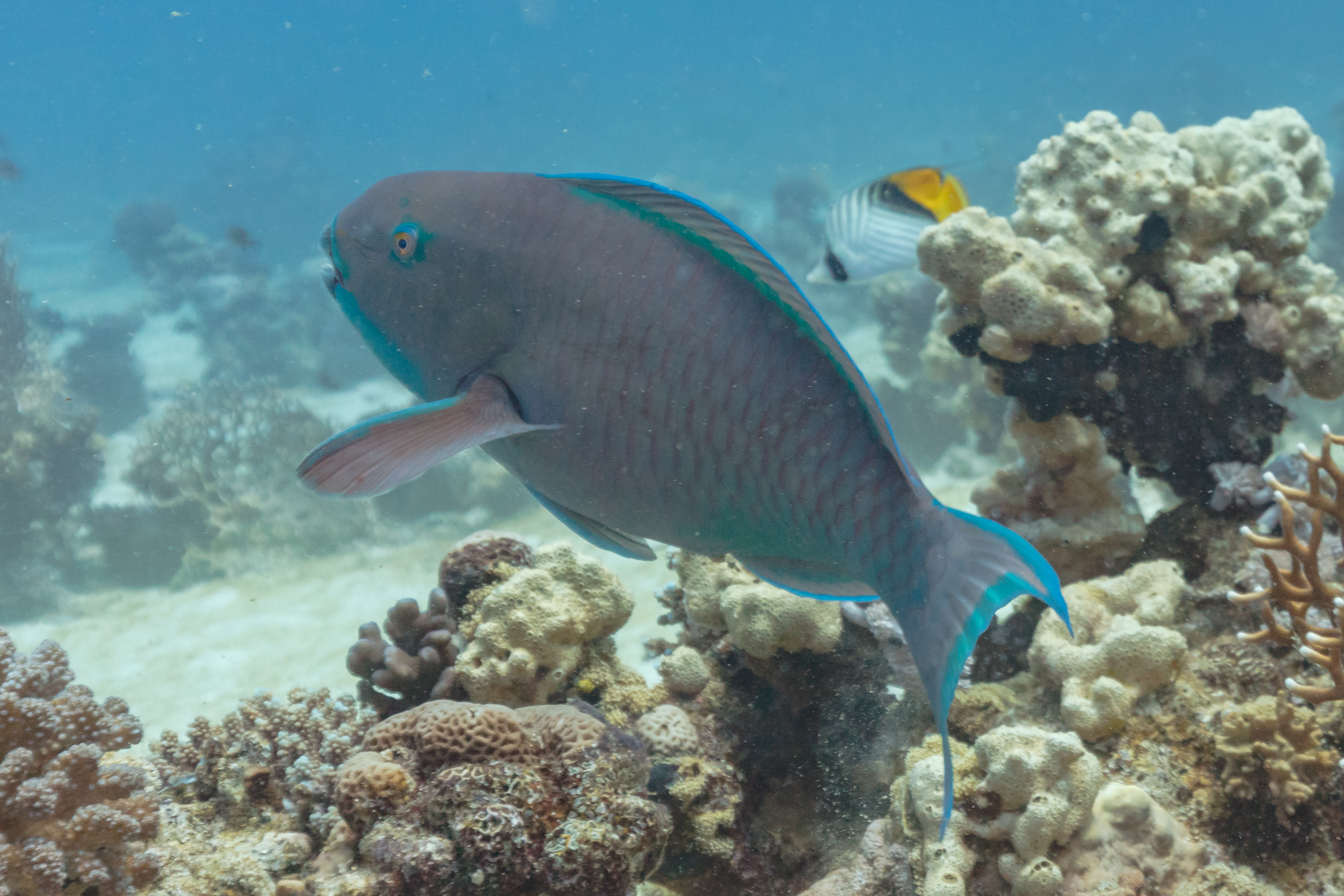
Pez loro (Chlorurus microrhinos), mar Rojo.

Los escáridos (Scaridae, del griego skairos, ‘saltar’, debido a su capacidad para saltar y golpear con la cola), conocidos comúnmente como peces loro o escaros, son una familia de peces marinos incluida en el orden de los perciformes. La mayoría son especies tropicales, distribuidas en arrecifes de coral del mar Rojo, océano Atlántico, océano Índico y océano Pacífico.
Se les denomina peces loro por su particular dentición: sus numerosos dientes se agrupan en un paquete compacto fusionados en una estructura que se asemeja al pico de los loros, que usan para roer el coral y rocas, arrancando así las algas de las que se alimentan. No son totalmente herbívoros, pues también roen pequeños invertebrados moluscos que viven entre el coral. Tras digerir los trozos de roca y coral que comen, defecan un subproducto muy parecido a la arena, siendo una importante fuente de la arena que se acumula en las playas de islas y atolones en los arrecifes coralinos.
Muchas especies presentan llamativas coloraciones, por lo que son muy apreciados en acuariología marina. Sin embargo, su mantenimiento es muy dificultoso, pues su necesidad de roer coral vivo hace que su crecimiento en acuario sea muy lento, aparte de que pierden en cautividad parte de su fuerte coloración.

## Géneros y especies
Existen unas 90 especies agrupadas en 10 géneros, entre las más importantes están:
- Género Bolbometopon
  - Bolbometopon muricatum (Valenciennes, 1840) - Loro cototo verde.
- Género Calotomus
- Género Cetoscarus
  - Cetoscarus bicolor (Rüppell, 1829) - Loro de manchas rojas.
- Género Chlorurus
  - Chlorurus bleekeri (de Beaufort, 1940)
  - Chlorurus strongylocephalus (Bleeker, 1854)
- Género Cryptotomus
- Género Hipposcarus
- Género Leptoscarus
- Género Nicholsina
  - Nicholsina denticulata (Evermann & Radcliffe, 1917) - Loro, loro de diente flojo, pococho beriquete.
  - Nicholsina usta

- Género Scarus
  - Scarus coelestinus (Valenciennes, 1840) - Pez loro negro, pez loro de medianoche, guacamaya negra.
  - Scarus ferrugineus (Forsskål, 1775) - Pez loro oxidado.
  - Scarus ghobban (Forsskål, 1775) - Pez loro de barba azul.
  - Scarus guacamaia (Cuvier, 1829) - Pez loro guacamayo.
  - Scarus oviceps (Valenciennes, 1840) - Pez loro azul.
  - Scarus prasiognathos (Valenciennes, 1840) - Pez loro etobón.
  - Scarus psittacus (Forsskål, 1775) - Pez loro común.
  - Scarus rivulatus (Valenciennes, 1840) - Sigano jaspeado o pez loro amarillo.
  - Scarus rubroviolaceus (Bleeker, 1847) - Pez loro violáceo.
  - Scarus taeniopterus (Desmarest, 1831) - Pez jabón, pez loro princesa.
  - Scarus vetula (Bloch & Schneider, 1801) - Pez jabón, pez loro reina, pez loro listado.

- Género Sparisoma
  - Sparisoma cretense (Linnaeus, 1758) - Vieja colorada.
  - Sparisoma rubripinne (Valenciennes, 1840) - Loro aletirojo, loro basto, loro pardo.
  - Sparisoma viride (Bonnaterre, 1788) - Jabón, loro, loro colorado, loro verde, loro viejo.

## El pez loro en la Antigüedad
Poseemos mucha documentación antigua sobre los peces loro. Esta especie gozaba de un gran prestigio en la Antigüedad pese a que actualmente su popularidad se haya visto reducida. Sólo una variedad de este pez tiene por hábitat el mar Mediterráneo (Scarus cretensis o Sparisoma cretense); su pesca era inusual en comparación a otro tipo de peces, lo que lo hacía un alimento de clases altas (a pesar de su sabor insípido). 
Los antiguos elogiaban a estos peces e incluso han llegado a atribuirles algunas características especiales. Aristóteles o Plinio el Viejo (en su obra Naturalis Historia) han hecho referencia a la antigua creencia que afirmaba que se trataba de un pez rumiante de algas y vegetales marinos; también se ha llegado a decir que poseían voz, que era imposible pescarlo por la noche, o que incluso ayudaba a escapar del anzuelo a sus compañeros apresados.
Sobre su pesca, Marcial habla de un cebo de semillas de coriandro o mosca. También el retórico Claudio Eliano en su obra Sobre la naturaleza de los animales (en griego: Περὶ ζῴων ἰδιότητος Perí zóon idiótitos; en latín, De Natura Animalium o Historia animalium) comenta sobre la pesca del escaro un método que consiste en aprovechar el potente instinto de reproducción sexual del animal una vez capturada la hembra. El pescador la ata y la arrastra viva a modo de señuelo a través del agua sobre las zonas en las que suele haber escaros, haciendo que los machos la persigan hasta introducirlos en un garlito. Según el autor, por esta técnica de captura, los escaros son víctimas de sus arrebatos de amor al introducirse ellos mismos en la trampa. También, en la obra de Pseudo-Calístenes, Vida y hazañas de Alejandro de Macedonia, en una epístola del propio Alejandro a su maestro Aristóteles, con motivo de las maravillas y prodigios de las que fue testigo durante su gesta, habla del increíble tamaño de escaros que habitan el río Occlúadas, y de la necesidad, por parte de los nativos del lugar, de pescarlos con redes fabricadas con marfil.